# Hof
 Ovo je glavno značenje pojma Hof. Za druga značenja pogledajte Hof (razdvojba).
Hof je grad na rijeci Saale u njemačkoj saveznoj pokrajini Bavarskoj. Prema popisu s kraja 2007. godine, ima 47.744 stanovnika.
Prvi put se spominje 1214. Razvijena je tekstilna, metalna, kemijska i prehrambena industrija, a u gradu je i poznata tvornica porculana.

## Geografija

### Upravne podjele
Grad Hof se sastoji od sljedećih okruga:
| - Altstadt (= Stari grad) - Bahnhofsviertel - Haidt - Hofeck - Eppenreuth - Fabrikvorstadt - Krötenbruck - Leimitz - Moschendorf - Münster | - Neuhof - Neustadt - Jägersruh - Gärtla - Osseck - Unterkotzau - Vogelherd - Vorstadt - Wölbattendorf |

## Vanjske poveznice
- Službena stranica

### Ostali projekti
|  | Zajednički poslužitelj ima još gradiva o temi Hof |